# زیردریایی پوکتووی
زیردریایی پوکتووی (به انگلیسی: Russian submarine Pochtovy) یک زیردریایی است که طول آن 34.4 m می‌باشد. این زیردریایی در سال ۱۹۰۸ ساخته شد.